# Emil Stadelhofer
Emil Stadelhofer (* 8. Dezember 1872 in Wollmatingen, Konstanz; † 11. Januar 1961 in Überlingen) war ein deutscher Bildhauer.

## Leben
Emil Stadelhofer entstammte einer Bauernfamilie. Von 1888 bis 1891 machte er eine Lehre als Steinmetz in Konstanz und Frankfurt a. M. und besuchte neben der Lehre die Konstanzer Gewerbeschule und die Kunstgewerbeschule in Frankfurt. Von 1894 bis 1900 studierte er an der Kunstakademie Karlsruhe in der Bildhauerklasse von Hermann Volz.
Aus eigenen Mitteln bestritt er Bildungsreisen in Mitteleuropa, 1900 bekam er ein badisches Staatsstipendium für einen Romaufenthalt, wo er in der Folge bis 1910 lebte. 1911 heiratete er die Tochter des Historikers Friedrich Noack, das Paar wohnte dann in München, bevor er sich Ende 1912 endgültig in Freiburg im Breisgau niederließ. Dort übernahm er das Atelier des im Mai 1912 verstorbenen Julius Seitz. Im Ersten Weltkrieg diente Stadelhofer drei Jahre als Soldat an der Front.
Im Jahr 1946 wurde er von der Französischen Besatzungsmacht als Denkmalkurator in Überlingen eingesetzt. 1954 schrieb er seine Memoiren und widmete sie seinen Söhnen.

## Wirken
Schon während der Studienzeit beteiligte sich Stadelhofer erfolgreich an öffentlichen Wettbewerben für Denkmäler, so schuf er im Alter von 25 Jahren die Büste der Annette von Droste-Hülshoff, die sich heute noch bei der Burg Meersburg befindet. Sie basiert auf dem Denkmal für die Autorin, das Anton Rüller und Heinrich Fleige im Jahr 1896 für die Münsteraner Burg Hülshoff geschaffen hatten. Er gewann die Wettbewerbe für die Kriegerdenkmäler in Radolfzell und Überlingen und schuf für Seckenheim die Büste des badischen Hofschauspielers Heinrich Reiff.
1915 schuf er unter anderem die Büste auf dem Grab von Otto Winterer sowie 1913 ein Denkmal für Alban Stolz vor der Konviktkirche des Collegium Borromaeum. Die Büste Winterers wurde durch Stadelhofer erstellt, weil die Stadt Freiburg einen Konflikt mit ihm vermeiden wollte. Dieser gründete in der Teilnahme Stadelhofers an einem Gestaltungswettbewerb für das Kriegerdenkmal zum Ersten Weltkrieg und der schleppenden Umsetzung des Projektes.
Zu seinen weiteren Werken aus der Freiburger Zeit zählen das Kriegerdenkmal in Welschingen im Hegau von 1922 sowie jenes in Emmendingen. Es stammt aus dem Jahr 1921 und zeigt eine Trauernde Germania. 1923 wurde sein Entwurf für die Trauernde Theologie realisiert. Diese befindet sich heute in der Freiburger Konviktkirche. Sie soll an die 108 im Ersten Weltkrieg gefallenen Priester, Konviktsschüler und Theologiestudenten erinnern. Für den Freiburger Verlag Herder schuf Stadelhofer 1930 eine 3 mal 2 Meter große Gedenktafel aus Marmor für die Gefallenen des Ersten Weltkrieges. Für das Grab des 1926 verstorbenen Reichskanzlers Constantin Fehrenbach auf dem Hauptfriedhof schuf er die Porträtbüste.
Für seinen Heimatort Wollmatingen schuf er ebenfalls ein Kriegerdenkmal, den Löwenbrunnen, ebenfalls eines in Wehr (Baden). Für Konstanz, zu dem Wollmatingen mittlerweile gehört, fertigte er Köpfe für die ehemalige Hauptpost an der Marktstätte und einen nackten „Sonnenjüngling“ im Rathaushof. Für die Schlosskapelle im bayrischen Planegg schuf er den Taufstein.
Stadelhofer war 1939, 1941 und 1942 auf der Großen Deutschen Kunstausstellung in München vertreten.

## Werke
| Bild            | Ort                  | Standort / Bauwerk                                 | Werk                                                           | Fertigstellung/ Eröffnung       |
| --------------- | -------------------- | -------------------------------------------------- | -------------------------------------------------------------- | ------------------------------- |
|                 | Meersburg            | Burg Meersburg                                     | Büste von Annette von Droste-Hülshoff                          | nach 1896                       |
|                 | Überlingen           | Landungsplatz                                      | Kriegerdenkmal                                                 | 10. Juni 1900, 1934 abgebrochen |
|                 | Seckenheim           |                                                    | Büste des badischen Hofschauspielers Heinrich Reiff            |                                 |
|                 | Freiburg im Breisgau | seit 2021 im Garten des Collegium Borromaeum       | Denkmal für Alban Stolz                                        | 1913                            |
|                 | Freiburg im Breisgau | Hauptfriedhof                                      | Portraitbüste auf dem Grab von Otto Winterer                   | 1915                            |
| Bild gesucht BW | Welschingen          | Bei der alten Kirche St. Jakob                     | Kriegerdenkmal (Gedenktafeln an der ehemaligen Friedhofsmauer) | 1922                            |
| Bild gesucht BW | Emmendingen          | Stadtgarten                                        | Kriegerdenkmal, trauernde Germania,                            | 1921/22                         |
|                 | Freiburg im Breisgau | Konviktkirche (Südseite des Langhauses)            | Trauernde Theologie                                            | 1923                            |
|                 | Freiburg im Breisgau | Hauptfriedhof                                      | Portraitbüste auf dem Grab von Constantin Fehrenbach           | 1926                            |
|                 | Freiburg im Breisgau | Herder Verlag                                      | Marmor-Gedenktafel für die Gefallenen des Ersten Weltkrieges   | 1930                            |
|                 | Wollmatingen         | Radolfzeller Straße 25                             | Kriegerdenkmal (Löwenbrunnen)                                  |                                 |
|                 | Wehr                 |                                                    | Kriegerdenkmal                                                 |                                 |
| Bild gesucht BW | Konstanz             | Sparkasse (ehemalige Hauptpost) an der Marktstätte | Köpfe                                                          |                                 |
|                 | Konstanz             | Rathaushof                                         | „Sonnenjüngling“                                               |                                 |
|                 | Planegg              | Schlosskapelle                                     | Taufstein                                                      |                                 |